# Munt da la Bescha
Munt da la Bescha är en bergstopp i Schweiz.   Den ligger i regionen Engiadina Bassa/Val Müstair och kantonen Graubünden, i den östra delen av landet, 220 km öster om huvudstaden Bern. Toppen på Munt da la Bescha är 2 773 meter över havet, eller 240 meter över den omgivande terrängen. Bredden vid basen är 1,6 km.
Terrängen runt Munt da la Bescha är kuperad åt sydväst, men åt nordost är den bergig. Runt Munt da la Bescha är det glesbefolkat, med 10 invånare per kvadratkilometer.. Närmaste större samhälle är Scuol, 16,1 km norr om Munt da la Bescha. 
Trakten runt Munt da la Bescha består i huvudsak av gräsmarker.